# Goreville
Goreville is een plaats (village) in de Amerikaanse staat Illinois, en valt bestuurlijk gezien onder Johnson County.

## Demografie
Bij de volkstelling in 2000 werd het aantal inwoners vastgesteld op 938. In 2006 is het aantal inwoners door het United States Census Bureau geschat op 999, een stijging van 61 (6,5%).

## Geografie
Volgens het United States Census Bureau beslaat de plaats een oppervlakte van 4,2 km², geheel bestaande uit land. Goreville ligt op ongeveer 169 m boven zeeniveau.

## Plaatsen in de nabije omgeving
De onderstaande figuur toont nabijgelegen plaatsen in een straal van 24 km rond Goreville.